# Drečji Vrh
Drečji Vrh – wieś w Słowenii, w gminie Mokronog-Trebelno. W 2018 roku liczyła 86 mieszkańców.